# Jordão Diogo
Jordão Encarnação Tackey Diogo (Lisboa, Portugal, 12 de noviembre de 1985) es un futbolista santotomense que juega como defensa en el Needham Market de la Southern Football League.

## Clubes
| Club                     | País       | Año         |
| ------------------------ | ---------- | ----------- |
| FC Alverca               | Portugal   | 2003 - 2005 |
| A.D. Carregado (cedido)  | Portugal   | 2004 - 2005 |
| Chelmsford City          | Inglaterra | 2005 - 2006 |
| Lewes FC                 | Inglaterra | 2006 - 2007 |
| Aveley FC                | Inglaterra | 2007 - 2008 |
| KR Reykjavík             | Islandia   | 2008 - 2011 |
| Panserraikos FC (cedido) | Grecia     | 2010 - 2011 |
| Panserraikos FC          | Grecia     | 2010 - 2012 |
| Panachaiki FC            | Grecia     | 2012 - 2013 |
| Panthrakikos FC          | Grecia     | 2013 - 2014 |
| Vitória Setúbal          | Portugal   | 2014 - 2015 |
| AO Kerkyra (cedido)      | Grecia     | 2014 - 2015 |
| AO Kerkyra               | Grecia     | 2015 - 2017 |
| Levadiakos               | Grecia     | 2018 - 2019 |
| Needham Market           | Inglaterra | 2019 -      |